# Associação Esportiva Colorado
Associação Esportiva Colorado é um clube brasileiro de futebol da cidade de Caarapó, no estado de Mato Grosso do Sul. Disputava o Campeonato Sul-Mato-Grossense. 

## História
Fundado em 1978, suas cores são vermelho e branco. Na década de 80 o clube era conhecido pelas disputas amadoras com os times da região e tendo bastante destaque. Em 2010, disputou a Série B do Campeonato Sul-Mato-Grossense, ficando em terceiro lugar no seu grupo e sendo eliminado na primeira fase. Em 2011, porém, a equipe garantiu o acesso para a Série A do estadual em 2012 após ser vice-campeã da segunda divisão, perdendo a final para o Misto de Três Lagoas. Na primeira fase do Estadual Série B o time terminou na frente do clube três-lagoense, mas com novas contratações o Misto venceu praticamente todas na 2° fase.
Já no Estadual Série A de 2013 o time foi rebaixado para a 2° divisão. Com treinador inexperiente no profissional  e jogadores contratados de última hora sem ritmo de jogo, o time voltou para a 2° divisão, não conseguindo superar o Urso de Mundo Novo na disputa do rebaixamento. Atualmente o clube está fora das competições e dívidas fizeram seu antigo presidente desistir das competições.

## Estádio
A Associação Esportiva Colorado mandava seus jogos no Estádio Municipal de Caarapó, apelidado de Carecão. O estádio tem capacidade máxima para 4.000 pessoas.Atualmente este estádio é usado para competiçoes amadoras. 

## Desempenho em competições
Campeonato Sul-Matogrossense - 2ª Divisão
| Ano  | Posição  |
| 2010 | 5º lugar |
| 2011 | 2º lugar |